# Ivan Ramljak
Ivan Ramljak, né le 8 août 1990, à Mostar, en république fédérative socialiste de Yougoslavie, est un joueur croate de basket-ball. Il évolue au poste d'ailier.

## Palmarès
- Champion de Croatie 2014, 2015
- Coupe de Croatie 2014, 2015
- Coupe de Bosnie-Herzégovine 2011, 2012